# Cryptocoryne ideii
Cryptocoryne ideii är en kallaväxtart som beskrevs av Budianto. Cryptocoryne ideii ingår i släktet Cryptocoryne och familjen kallaväxter. Inga underarter finns listade.